# 1915 en photographie
| Années de la photographie : 1912 - 1913 - 1914 - 1915 - 1916 - 1917 - 1918    |
| Décennies de la photographie : 1880 - 1890 - 1900 - 1910 - 1920 - 1930 - 1940 |

Cet article présente les faits marquants de l'année 1915 en photographie.

## Événements
- en février, création en France de la Section cinématographique de l'armée (SCA)[1] et en mai de la Section photographique de l'armée (SPA), outils de propagande durant la Première Guerre mondiale pour enregistrer les actions militaires, illustrer l’effort industriel, documenter les dommages de guerre et contrer les efforts de communication allemands[2].
- Le lieutenant français Raoul Berthelé, ingénieur chimiste et photographe amateur, photographie dans les départements de la Somme, de la Marne et de la Meuse le  quotidien entre le front et l'arrière[3].
- Jérôme Carcopino, membre du corps expéditionnaire français dans les Dardanelles, profite des reconnaissances aériennes au-dessus des batteries ottomanes de la baie de Beşik en Anatolie pour photographier les ruines de Troie[4],[5].
- À New York Paul Strand soumet une sélection de ses photographies à Alfred Stieglitz et Edward Steichen ; ces derniers organisent l'année suivante une exposition de ses œuvres à la Galerie 291[6].
- La revue de photographie publiée à New York depuis 1889 Wilson's Photographic Magazine est remplacée par un autre titre Photographic Journal of America qui paraîtra jusqu'en 1923[7].
- Germaine Krull commence ses études à l'Académie d'État de la photographie de Munich.

## Photographies notables

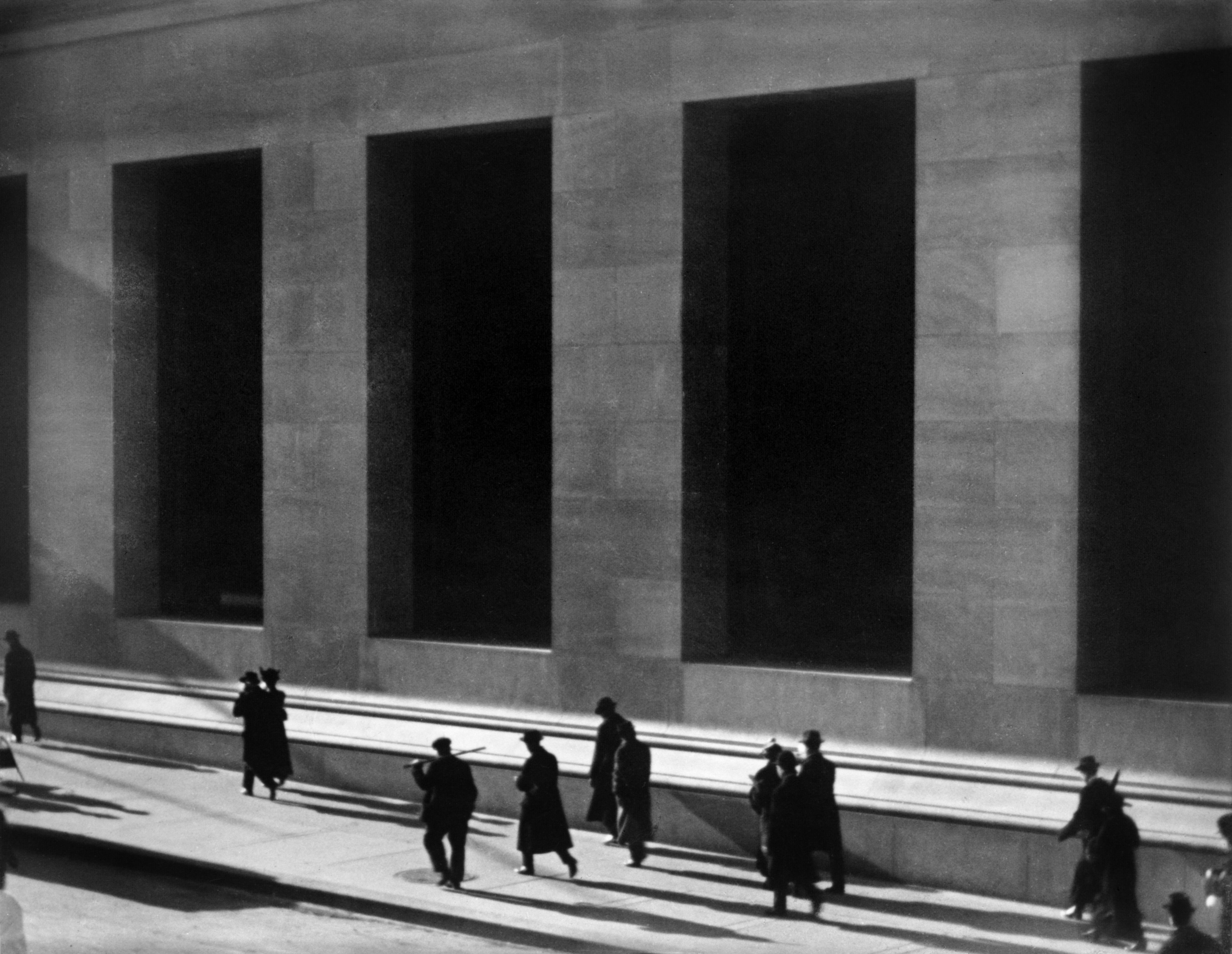
Paul Strand, Wall Street.

- Paul Strand, Wall Street (en) ; elle sera publiée dans le volume 48 de Camera Work en octobre 1916[8].
- 11 décembre : L'Illustration publie dans le no  3797 une photographie prise sur le front des Vosges par Joseph Roux le 7 novembre et montrant son frère Loys procédant à l'absoute.

## Livres de photographies
- (hu) Aladár Székely (préf. Endre Ady), Székely Aladár fényképei : Írók és művészek [« Photographies d'Aladár Székely : écrivains et artistes »], Budapest, Jókai-Löbl, 1915, 40 p. (BNF 32269012) : photographies d'artistes et d'écrivains hongrois.

## Naissances

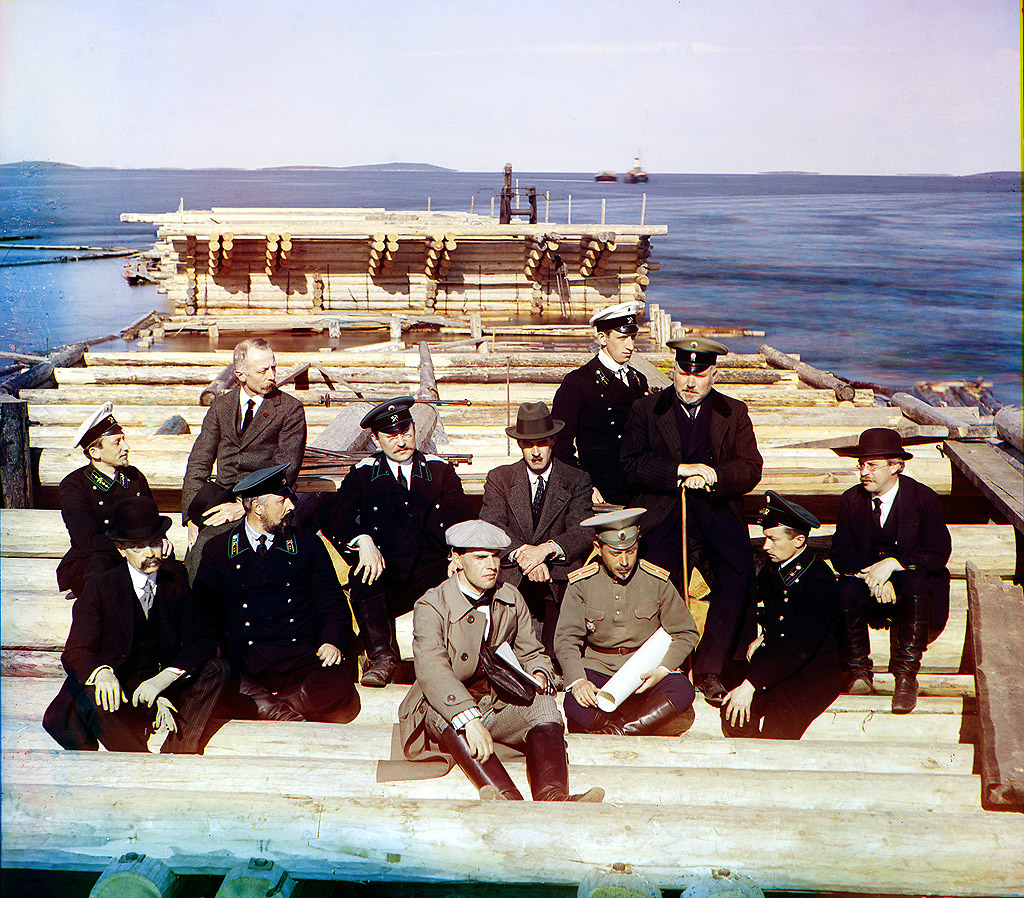
Sergueï Prokoudine-Gorski, Membres d'une équipe chargée de la construction de la voie ferrée menant à Mourmansk.

- 4 mars : Yōichi Midorikawa, photographe japonais, mort le 14 novembre 2001.
- 17 mars : Hans Namuth, photographe américain d'origine allemande, mort le 13 octobre 1990.
- 19 mars : Maria Austria, photographe austro-néerlandaise, morte le 10 janvier 1975.
- 28 mars : Hiroshi Hamaya, photographe et photojournaliste japonais, lauréat en 1987 du prix Hasselblad, mort le 6 mars 1999.
- 31 mars : Monika von Boch, photographe allemande, morte le 4 juillet 1993.
- 13 avril : Juan Pando Barrero, photographe espagnol, mort le 10 août 1992.
- 3 mai : Albert Monier, photographe français, mort le 21 décembre 1998.
- 9 juillet : Lee Embree, militaire et photographe américain, mort le 24 janvier 2008.
- 12 juillet : Otto Steinert, photographe allemand, mort le 3 mars 1978.
- 17 juillet : Arthur Rothstein, photographe américain, mort le 11 novembre 1985.
- 8 octobre : Serge de Sazo, photographe français d'origine russe, mort le 24 janvier 2012.
- Date précise non renseignée ou inconnue :
  - René-Pierre Bille, cinéaste et photographe animalier suisse, mort le 2 avril 2006.
  - Eiichi Matsumoto, photographe japonais, mort en 2004.
  - Georges Viollon, photographe français, mort en 1978.

## Décès
- 12 janvier : Caroline Hammer, photographe danoise, née le 28 octobre 1832.
- 17 avril : Sophia Hoare, photographe britannique, active à Tahiti du milieu des années 1870 jusqu'en 1904, née le 24 février 1836.
- 19 avril : Joseph Barco, photographe autrichien naturalisé français, né le 18 août 1848.
- 7 juin : Hilda Sjölin, photographe suédoise, née le 28 juillet 1835.
- 7 juillet : William Downey, photographe portraitiste britannique, né en 14 juillet 1829.
- 18 août : Ernst Juhl (de), homme d'affaires allemand, collectionneur et organisateur d'expositions de photographies d'art, mort le 10 décembre 1850.
- 25 septembre : Edgard Imbert, militaire français des troupes coloniales, auteur de nombreuses photographies lors de ses missions au Tonkin ou à Madagascar, né le 19 décembre 1873.
- 24 octobre : Désiré Charnay, explorateur, archéologue et photographe français, né le 2 mai 1828.
- 21 décembre : Henri Langerock, peintre et photographe belge, né le 29 janvier 1830.
- Date précise inconnue ou non renseignée :
  - Akkās Bāshi, photographe et cinéaste iranien, né en juillet 1874.
  - Kikuchi Shingaku, photographe japonais, né en 1832.

## Célébrations
Centenaire de naissance
- Franz Antoine
- Bertha Beckmann
- Julia Margaret Cameron
- Paul Chappuis
- Charles-Isidore Choiselat
- Jacques Eugène Feyen
- Alois Löcherer
- Jules Raudnitz
- Isaac Rehn
- Warren de la Rue
- James Valentine
- Charles Paturel